# Abu Habbeh
Abu Habbeh (tiếng Ả Rập: ابو حبة) là một ngôi làng Syria nằm ở Hish Nahiyah ở huyện Maarrat al-Nu'man, Idlib. Theo Cục Thống kê Trung ương Syria (CBS), Abu Habbeh có dân số 517 trong cuộc điều tra dân số năm 2004.